# 塩化金(I)
塩化金(I)（えんかきん いち、Gold(I) chloride）は、化学式でAuClと表される金と塩素からなる化合物である。

## 性質
純粋な塩化金酸を注意深く脱水した後、真空中で156℃に加熱すると分解して、塩化金(I)が得られる。
{\displaystyle {\ce {H[AuCl4] -> AuCl\ + Cl2\ + HCl}}}
淡黄色の斜方晶系に属する結晶で、比較的不安定であり、加熱により190℃程度で分解し、水との接触により不均化しやすい。
{\displaystyle {\ce {3 AuCl\ + H2O -> H[Au(OH)Cl3]\ + 2 Au}}}
塩酸及び塩化アルカリの水溶液に溶解して、ジクロロ金酸イオンを生成するが、やはり不均化しやすい。
{\displaystyle {\ce {AuCl\ + Cl^- -> [AuCl2]^-}}}

## 安全性
塩化金(I)は皮膚や目への刺激性があり、腎機能障害や白血球数の減少の恐れもあるため、取り扱いには注意を要する。